# Martin Schön
Martin Schön (* 25. Juni 1909; † unbekannt) war ein deutscher Fußballspieler.

## Karriere
Schön spielte zunächst für den FC Eintracht Leipzig, bevor er im April 1932 zum VfB Leipzig wechselte. Da der Vereinswechsel nicht ordnungsgemäß verlaufen war, wurde Schön, wie auch Breidenbach, mit einer einjährigen Spielsperre belegt.
Von 1933 bis 1944 kam er in der Gauliga Sachsen, in einer von zunächst 16, später auf 23 aufgestockten Gauligen zur Zeit des Nationalsozialismus als einheitlich höchste Spielklasse im Deutschen Reich, zum Einsatz. Die letzte Saison vor dem Ende des Zweiten Weltkriegs bestritt er in der Staffel 1 der Gruppe Leipzig, einer von vier Gruppen der nunmehr aufgeteilten Gauliga Sachsen. Bestes Ergebnis war der zweite Platz am Saisonende 1938/39 mit einem Punkt hinter dem Dresdner SC.
Nachdem der VfB Leipzig 1945, wie alle bürgerlichen Vereine, durch die sowjetische Besatzungsmacht aufgelöst und enteignet worden war, gründeten unter anderem ehemalige VfB-Spieler auf ihrem alten Sportgelände die „SG Probstheida“, der Schön bis 1947 angehörte.
Während seiner Vereinszugehörigkeit nahm er mit der Mannschaft am Wettbewerb um den Tschammerpokal, den seit 1935 eingeführten Pokalwettbewerb für Vereinsmannschaften, teil. 1936 trug er mit fünf Toren in sechs Spielen dazu bei, dass seine Mannschaft bis ins Finale vorstieß. Sein Debüt am 14. Juni 1936 beim 5:0-Erstrundensieg gegen den 1. SV Jena krönte er gleich mit seinen beiden Toren, den Treffern zum 4:0 in der 81. und zum 5:0 in der 83. Minute.
Danach kam er am 23. August 1936 im notwendig gewordenen und mit 3:0 gewonnenen Wiederholungsspiel gegen Vorwärts-Rasensport Gleiwitz zum Einsatz, in dem er ein Tor erzielte, nachdem die Begegnung der 2. Schlussrunde zuvor am 28. Juni 1936 mit dem 2:2 nach Verlängerung keinen Sieger gefunden hatte. Das Achtelfinale gewann er mit seiner Mannschaft – als einzige Heimmannschaft – mit 2:0 gegen den Berliner SV 1892. Nachdem er auch die Begegnungen mit dem VfB Peine – gegen diesen erzielte er abermals zwei Tore – und Wormatia Worms im Viertel- und Halbfinale mit 4:2 und 5:1 erfolgreich bestritten hatte, zog er mit dem VfB Leipzig ins Finale ein.
Das erst am 3. Januar 1937 im Berliner Olympiastadion ausgetragene Finale fand gegen den Vorjahresfinalisten FC Schalke 04 mit Fritz Szepan und Ernst Kuzorra in ihren Reihen statt. Es endete mit 2:1 für den VfB Leipzig, wobei seine Mitspieler Jakob May und Herbert Gabriel mit den Toren zum 1:0 in der 20. und zum 2:0 in der 31. Minute ihre Mannschaft in Führung brachten; der Anschlusstreffer des Schalkers Ernst Kalwitzki in der 42. Minute blieb der einzige in den verbleibenden 48 Minuten.

## Erfolge
- Tschammerpokal-Sieger 1936